# Rudartsi
Rudartsi (bulgariska: Рударци) är ett distrikt i Bulgarien.   Det ligger i kommunen Obsjtina Pernik och regionen Pernik, i den västra delen av landet, 18 km sydväst om huvudstaden Sofia.
I omgivningarna runt Rudartsi växer i huvudsak blandskog. Runt Rudartsi är det tätbefolkat, med 683 invånare per kvadratkilometer.